# 安达曼树鹊
安达曼树鹊（学名：Dendrocitta bayleyi），是鸦科树鹊属的一种，为印度安達曼群島的特有种。该物种的保护状况被评为近危。
安达曼树鹊的平均体重约为102.5克。栖息地为亚热带或热带的湿润低地林。